# La La Love on My Mind
La La Love on My Mind è un singolo della cantante svedese Ann Winsborn, pubblicato il 2 maggio 2005 su etichetta discografica Lionheart International come primo estratto dal secondo album in studio Pink-Collar-Crime.

## Tracce
Testi e musiche di Bobby Ljunggren e Ingela "Pling" Forsman.
1. La La Love on My Mind – 3:00
2. La La Love on My Mind (SoundFactory Radio Edit) – 3:23
3. La La Love on My Mind (SoundFactory Connected Anthem) – 8:15
4. La La Love on My Mind (SoundFactory Connection Dub) – 8:43

## Classifiche
| Classifica (2005) | Posizione massima |
| ----------------- | ----------------- |
| Finlandia         | 10                |
| Svezia            | 54                |